# تویوو کوولا
تویوو کوولا (انگلیسی: Toivo Kuula; ۷ ژوئیهٔ ۱۸۸۳ – ۱۸ مهٔ ۱۹۱۸) رهبر (موسیقی)، و آهنگساز اهل فنلاند بود.

## زندگی و حرفه
او در روستای وکاکوسکی از توابع شهر آلاووس متولد شد و در زمانی که فنلاند هنوز یک دوک‌نشین بزرگ تحت حکومت روسیه بود، نام او به عنوان بومی شهر واسا (که در آن زمان نیکولاینکائوپونکی نام داشت) ثبت شد. او به عنوان کسی که تصویر رنگارنگ و پرشور از طبیعت و مردم فنلاند ارائه کرده، شناخته می‌شود.